# 长宁区
长宁区是中國上海市的一个市辖区，位于上海中心城区西部，东连静安区，西南邻闵行区，东南接徐汇区，北与普陀区以吴淞江（苏州河）为界，区域面积37.19平方公里，区人民政府驻长宁路。
长宁区是上海市的一个交通枢纽。上海轨道交通的2、3/4号线的换乘站中山公园站就是在长宁区内；同时，区内有四条高架路：内环高架路\延安高架路\中环路\外环线，而延安高架路的起发点，上海两大机场之一虹桥机场再扩建之后也有一半（一号航站楼）是位于长宁区内。区内主要的街道包括了长宁路、虹桥路、江苏路等。
位于长宁的虹桥开发区是上海最早的和最成熟的现代化商务区之一。最近几年，长宁区的发展迅速，区内建成了很多新的商业大厦，如多媒体生活广场、龙之梦购物中心。中国联通上海分公司的总部——联通大厦也处于长宁区。另外区内也有上海动物园和上海中山公园等休闲设施。区内共有121处列入保护单位名单的优秀历史建筑，共计约400栋。

## 歷史
唐朝天寶十年（751年）時屬於華亭縣高昌鄉。南京國民政府成立前此地属上海县，宣统三年（1911年）在該地设立法华乡，中華民国17年（1928年）划归上海市，法华乡改为法华区，汪精衛政權時期并入沪西区。1945年設置第九区，又名長寧區，區名來自境内路名长宁路。1948年9月至1949年6月改稱法曹區，意思是法華和曹家渡。之後又改成長寧區。上海縣撤銷後，新涇鄉劃入長寧區，长宁区的面積从25平方公里扩张至39平方公里。

## 行政区划
长宁区下辖9个街道、1个镇：
华阳路街道、江苏路街道、新华路街道、周家桥街道、天山路街道、仙霞新村街道、虹桥街道、程家桥街道、北新泾街道和新泾镇。

## 人口
根據第七次全国人口普查數據，截至2020年11月1日零時，長寧區常住人口693051人。
2010年第六次全国人口普查结果户籍人口623,041人，常住人口690,571人。

## 轨道交通
- 2号线：淞虹路站—江苏路站
- 3号线、4号线：中山公园站—虹桥路站
- 10号线：上海动物园站—虹桥路站
- 11号线：江苏路站
- 15号线：娄山关路站—姚红路站

## 教育

### 高等教育
长宁区的教育资源在上海属比较丰富，交通大学、东华大学、华东政法大学等高等学府都有校区位于本区。
- 交通大学法华校区（交大安泰经济与管理学院研究生院所在地）
- 东华大学长宁校区
- 华东政法大学长宁校区

### 基础教育
- 上海市第三女子中学
- 上海市建青实验学校
- 上海市虹桥中学
- 上海市延安中学
- 上海市西延安中学
- 華東政法大學附屬中學
- 上海市復旦中學
- 上海市长宁中学
- 上海市长宁区盲童学校
- 上海市天山中學
- 上海市天山二中学校
- 上海市娄山中學
- 上海市泸定中學
- 上海市新古北中學（与娄山中学合并）
- 上海市开元学校
- 上海市姚连生中学
- 上海市新泾中学
- 上海市西郊学校

## 全国重点文物保护单位
- 宋庆龄墓

## 企業
- 蘭衛醫學，總部位於長寧區，是一家检验诊断公司，成立於2007年，2021年9月13日登陆深圳证券交易所创业板。[8][9]